# Estacília Messalina
Estacília Messalina (em latim: Statilia Messalina; c. 35 - 68) foi uma imperatriz-consorte romana, patrícia e terceira esposa do imperador Nero.

## Família
As fontes antigas trazem pouca informação sobre sua família. Porém, Suetônio, em "Os Doze Césares", afirma que ela era tri-neta de Tito Estacílio Tauro, um general romano que conquistou um triunfo e foi cônsul por duas vezes. Ela era filha ou de Tito Estacílio Tauro Corvino, que foi cônsul em 45 e que estava envolvido no complô contra o imperador Cláudio em 46, ou da irmã de Corvino, Estacília Messalina.. A família dela era aparentada com a de Valéria Messalina, uma das filhas do senador romano Marco Valério Messala Corvino, cônsul em 31 a.C., que foi casada com Tito Estacílio Tauro, o cônsul em 11. 

## Vida
O primeiro marido de Estacília foi o cônsul Marco Júlio Vestino Ático, com quem ela pode ter tido um filho (que morreu em 88). Por volta de 65, ela se tornou amante de Nero e, depois da morte da segunda esposa do imperador, Popeia Sabina, Vestino foi forçado a se suicidar, em 66, para que o imperador pudesse se casar com sua esposa.
Embora esperta e ardilosa, ela era bem menos pomposa que sua predecessora e se manteve discreta perante o público. Ela foi uma das poucas cortesãs de Nero a sobreviver à sua queda. Otão havia prometido se casar com ela antes de ele também se suicidar em 69. Não se sabe o destino de Estacília depois disso.